# Лаврадиу
Лаврадиу (порт. Lavradio)  —  район (фрегезия) в Португалии,  входит в округ Сетубал. Является составной частью муниципалитета  Баррейру. Находится в составе крупной городской агломерации Большой Лиссабон. По старому административному делению входил в провинцию Эштремадура. Входит в экономико-статистический  субрегион Полуостров Сетубал, который входит в Лиссабонский регион. Население составляет 13 051 человек на 2001 год. Занимает площадь 2,17 км².
Покровителем района считается Святай Маргарита (порт. Santa Margarida). 